# Сагал, Даниил Львович
Дании́л Льво́вич Сага́л (14 (27) октября 1909, Екатеринослав — 18 июля 2002, Москва) — советский актёр театра и кино. Народный артист РСФСР (1964). Лауреат Сталинской премии второй степени (1950). Участник Великой Отечественной войны.

## Биография
Даниил Сагал родился в Екатеринославе в еврейской семье; его отец Лев был маляром-альфрейщиком, а мать Роза портнихой. Следуя за своими братом и сестрой, летом 1912 года отправившихся в США, в 1923 году туда перебрался и Лев с тем, чтобы обустроиться и вызвать семью; обустройство затянулось на несколько лет и в 1930 году с сыном Борисом, которому тогда было семь лет, к нему в Нью-Йорк уехала и мать, а взрослые сыновья Исаак (Исай) Михаил и Даниил эмигрировать из СССР отказались. Разрешение на отъезд за границу к мужу далось Розе нелегко — ей пришлось прибегнуть к помощи «всеукраинского старосты» Григория Петровского.
В 1931 году Даниил окончил студию при Театре им. В. Э. Мейерхольда, где был актёром до 1938 года. Уже на втором курсе он, под руководством Всеволода Мейерхольда, репетировал роль Продавца шаров в сатирической пьесе «Клоп» Владимира Маяковского. Сотрудничество с Мейерхольдом на этом не закончилось, но продлилось вплоть до закрытия театра: Даниил исполнил роль Скалозуба в «Горе от ума», играл в паре с Зинаидой Райх в спектакле «33 обморока», поставленном по мотивам пьесы-шутки Чехова «Медведь».
Первое время уехавшие родители писали письма и присылали посылки из США, но когда Мейерхольд впал в немилость, что могло отразиться и на сотрудниках его театра, он посоветовал Даниилу решительно прекратить общение с уехавшей за рубеж семьёй: не отвечать на письма, не получать посылки, а в анкетах писать, что родителей нет в живых. Совет Мейерхольда имел основания: были репрессированы партнёр Даниила по картине «Карьера Рудди» Дмитрий Консовский и снявшийся с ним в фильме «Ущелье Аламасов» Иван Коваль-Самборский.
Таким образом, помимо театра, Даниил стал работать и в кино; через некоторое время его заметил Марк Донской, возникло взаимопонимание, длившееся долгие годы, и, начиная с конца 1930-х гг., режиссёр снял актёра в нескольких фильмах, включая свою работу 1978 года «Супруги Орловы». Снимался он и у других режиссёров, однако не со всеми фильмами Даниилу Львовичу везло в смысле их прокатной судьбы: так, довоенные кинокартины «Новая Москва» Александра Медведкина (сначала называлась «Весёлая Москва») и «Закон жизни» Бориса Иванова и Александра Столпера начальству не понравились, были запрещены и «легли на полку».
Эксцентрическая комедия «Новая Москва» до запрета демонстрировалась зрителям в течение недели и собирала полные залы; в ней Даниил Львович поёт (это дарование он проявлял в течение всей жизни) и Марк Бернес, успевший посмотреть фильм, то ли в шутку, то ли всерьёз заметил: «Если бы картина своевременно вышла на экран, моя популярность поющего актёра померкла бы рядом с твоей».
После начала Великой Отечественной войны Даниил снялся у Марка Донского в фильме «Как закалялась сталь», сыграв матроса Жухрая, после чего использовал отрывки из этой картины для показа солдатам на передовой, куда он ездил в составе фронтовых бригад, а также читал там стихи и пел. За работу на фронте он и актёр Иван Переверзев получили грамоту Верховного Совета. В это время он встретил свою будущую жену, актрису, которая после замужества прекратила актёрскую деятельность и посвятила себя семье.
В 1943—1954 и 1957—1989 годы — актёр Центрального театра Советской Армии, куда его пригласил Алексей Дмитриевич Попов, в 1954—1957 — актёр Московского театра им. Ленинского комсомола. На сцене театра Советской Армии играл разные роли, в том числе французского военачальника и императора Наполеона, красного командира Фрунзе и такого персонажа, как поручик Ржевский. Чтобы работать в «режимном» театре Советской Армии без проблем, пришлось нарушить следование давнему совету Мейерхольда: как говорит дочь Наталья Сагал-Сайфулина, Даниил Львович записался на приём в учреждение госбезопасности и чистосердечно признался в наличии родственников за границей; реакция была благосклонной и серьёзных последствий обмана для актёра не было.
6 ноября 1999 года в ЦДРИ отметили 90-летний юбилей Даниила Львовича: роль конферансье исполнил партнёр по театру Советской армии Фёдор Чеханков, музыкальное сопровождение обеспечила пианистка Зинаида Лёгкая, поздравления звучали от коллег и властей, в том числе из администрации президента; юбиляр пел и читал стихи.
Даниил Сагал умер 18 июля 2002 года. Похоронен на Введенском кладбище (4 уч.).

## Семья
- Родители — Лев и Роза;
  - Трое братьев: старшие Исаак, горный инженер, и Михаил, преподаватель литературы в школе (погибли на Великой Отечественной войне[13][4]), младший Борис;
  - Супруга Нина Руйкович, в браке с Даниилом прожили 56 лет[14];
    - Дочь Наталья, зять — актёр и режиссёр Сайфулин, Геннадий Рашидович[15];
      - Дочь Натальи и Геннадия, внучка Даниила — Анастасия[16][17].

## Адреса
- В 1953 году получил квартиру в «Доме на набережной»[3], Котельническая наб., 1/15, корп. Б[12].

## Признание и награды
- Заслуженный артист РСФСР (1944)

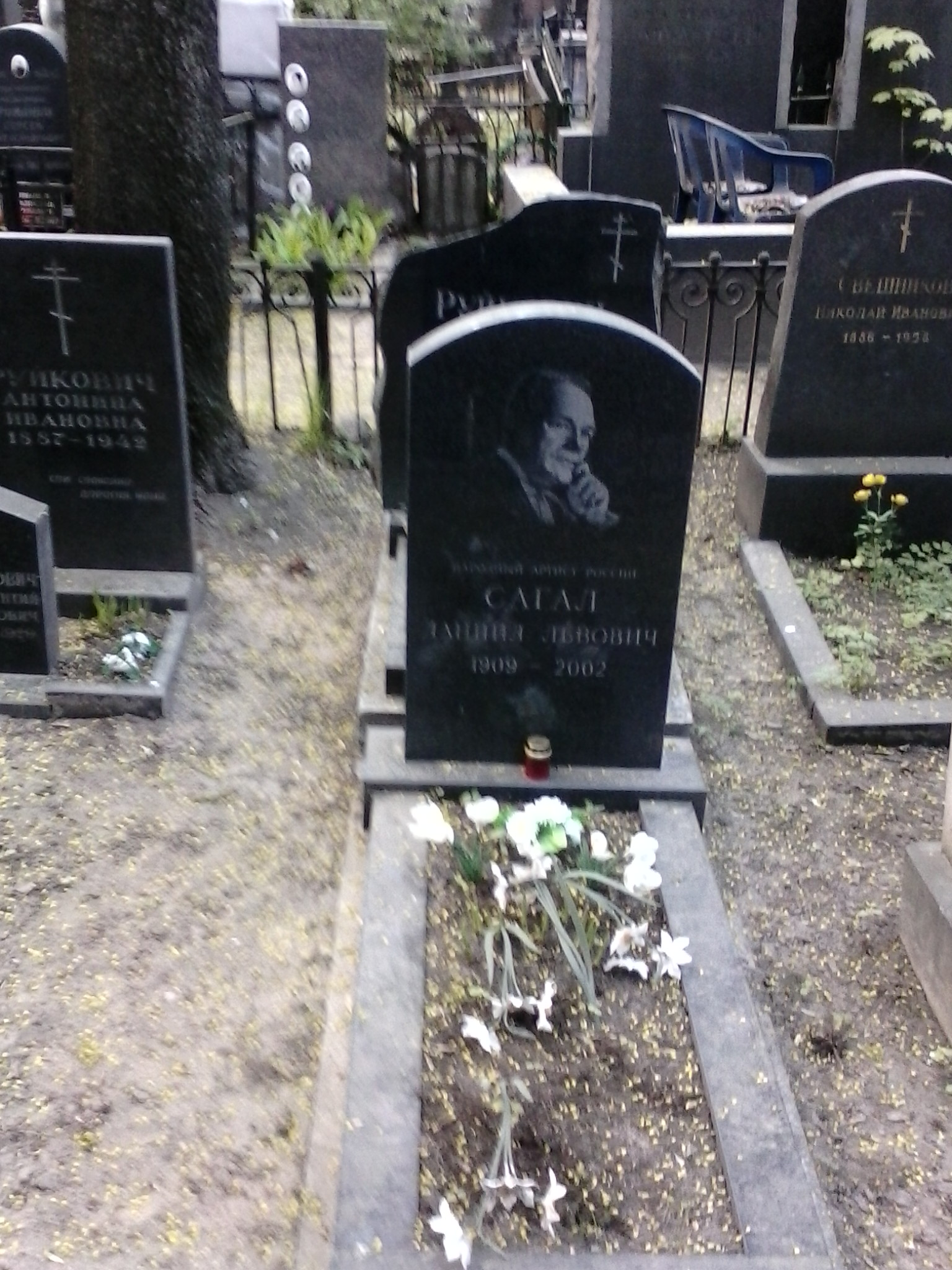
Могила Сагала на Введенском кладбище Москвы.

- Сталинская премия второй степени (1950) — за исполнение роли Кирилла Стрепета в спектакле «Степь широкая» Н. Г. Винникова[12]
- Народный артист РСФСР (1964)
- Лауреат Всесоюзного фестиваля «Театральная весна» (1958)
- Орден «Знак Почёта» (17.03.1980)[18]
- Медаль «Ветеран труда».

## Творчество

### Роли в театре
Театр им. Вс. Мейерхольда
- 1928 — «Горе уму» по комедии А. С. Грибоедова «Горе от ума» — Скалозуб
- 1929 — «Клоп» В. В. Маяковского — Продавец шаров

Центральный театр Российской Армии
- 1943 — «На всякого мудреца довольно простоты» А. Н. Островского — Глумов
- 1945 — «Полководец» К. А. Тренева — Наполеон
- 1947 — «За тех, кто в море» Б. А. Лавренева — Максимов
- 1957 — «Поднятая целина» по М. А. Шолохову — Давыдов
- 1960 — «Якорная площадь» И. В. Штока — Григорий Родионович Бондарь, капитан-лейтенант
- 1961 — «Океан» А. П. Штейна — Куклин

Собственная постановка для московской сцены
- 1995 — «Игра в карты» по пьесе Д. Кобурна «Игра в джин»[19].

### Роли в кино
1. 1934 — Карьера Рудди — Вилли Шмидт
2. 1937 — Белеет парус одинокий — Илья Борисович
3. 1937 — Ущелье Аламасов — Дындып, молодой монгольский ученый, ассистент профессора
4. 1938 — Детство Горького — Цыганок
5. 1938 — Новая Москва — Алексей
6. 1939 — Мои университеты — Гурий Плетнёв, студент
7. 1939 — Ночь в сентябре — Павел
8. 1939 — Шёл солдат с фронта — Царёв
9. 1940 — Закон жизни — Сергей Паромов, комсорг института
10. 1940 — Сибиряки — охотник Алексей, дядя Вали
11. 1941 — Боксёры — Кирилл Кочеванов
12. 1941 — Романтики — Николай Иванович Кузнецов, нач. культбазы
13. 1942 — Музыкальный киносборник, новелла «Чудесная скрипка»
14. 1942 — Как закалялась сталь — Жухрай
15. 1943 — Родные берега, новелла «Три гвардейца» — гвардии сержант Василий Кустов
16. 1944 — Дни и ночи — капитан Ванин
17. 1945 — Непокорённые — Степан Яценко
18. 1947 — Сельская учительница — Сергей Дмитриевич Мартынов
19. 1947 — За тех, кто в море — Миша Рекало
20. 1954 — Два друга — отец Вити Малеева
21. 1955 — Мексиканец — Ареллано
22. 1955 — Судьба барабанщика — Баташов
23. 1956 — За власть Советов — подпольщик Дружинин
24. 1965 — Сердце матери — Илья Николаевич Ульянов
25. 1967 — Пароль не нужен — Шрейдер
26. 1973 — Надежда — Гурьянов
27. 1974 — Блокада — Ворошилов
28. 1975 — Пропавшая экспедиция — белогвардейский полковник Хатунцев
29. 1978 — Однокашники — Михаил Фёдорович, начальник Лобанова
30. 1978 — Супруги Орловы — доктор Ващенко